# Heterormista fulvitaenia
Heterormista fulvitaenia är en fjärilsart som beskrevs av W. Warren 1903. Heterormista fulvitaenia ingår i släktet Heterormista och familjen nattflyn. Inga underarter finns listade i Catalogue of Life.